# John Thelwall

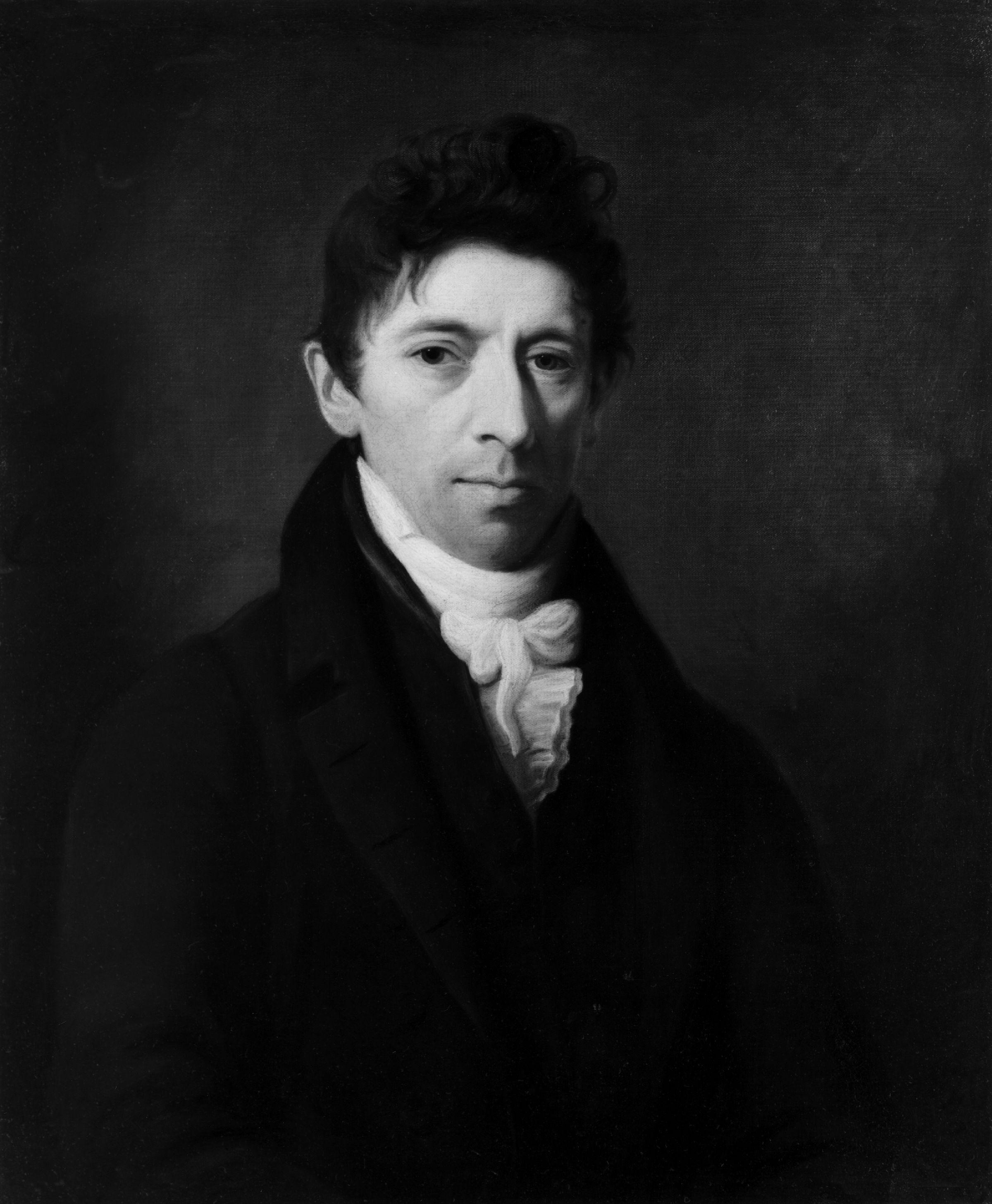
John Thelwall

John Thelwall (* 27. Juli 1764 in London; † 17. Februar 1834 in Bath) war ein radikalpolitischer britischer Redner und Autor.

## Leben und Werk
John Thelwall wurde in Covent Garden geboren. Er entstammte einer walisischen Familie und war der Sohn des Seidenhändlers Joseph Thelwall, der im Jahr 1772 starb. Das brachte der Familie wirtschaftliche Probleme. Der junge John musste als 13-Jähriger die Schule verlassen. Da seine Mutter den Seidenhandel nicht abgegeben hatte, sollte er die Familie unterstützen.
Thelwalls Leidenschaft für Bücher war schon als Kind groß. Diese Leidenschaft hatte anfangs mehr Nachteile als Vorteile: sie war Grund für ständige Spannungen in der Familie, da ihn seine Mutter dafür mit Verachtung strafte. Dieses Interesse am Lernen führte später zum Abbruch seiner Ausbildung als Schneider. Mit 18 begann Thelwall, in einer Anwaltskanzlei zu arbeiten. Seine unabhängige Gesinnung verhinderte auch hier den Erfolg. Er las lieber Philosophen und Dichter als juristische Abhandlungen und Gesetztexte. Er hasste es, "Bürokram" zu kopieren. Er entschloss sich, unabhängig zu werden und von seinen Schriften zu leben.
Thelwalls Karriere als Herausgeber und Journalist war erfolgreich, der Höhepunkt dieser Zeit war aber seine politische Aktivität. Mit der Französischen Revolution begann Thelwalls Wandel. Er engagierte sich politisch und fing an, radikaldemokratisch geprägte Reden zu halten, und veröffentlichte sie in Zeitschriften und Zeitungen. Thelwall wurde in den radikalen Kreisen Londons bekannt. 1792 war er maßgeblich an der Gründung der London Corresponding Society beteiligt. Nach einer Klage gegen andere Mitglieder der London Corresponding Society organisierte Thelwall mit den Society-Mitgliedern John Horne Tooke und Thomas Hardy Proteste und Reden, für welche man die drei anklagte. Sie wurden festgenommen und zuerst im Tower of London, später im Newgate-Gefängnis festgehalten und im Dezember 1794 freigesprochen. Da ihn ein Teil der britischen Regierung weiterhin für eine sehr gefährliche Person hielt, war Thelwall auch fortan Repressalien ausgesetzt, was ihn nicht daran hinderte, 1795–96 The Tribune zu veröffentlichen, eine Zeitschrift, in der er vor allem seine politischen Ansichten der Allgemeinheit kundtun konnte. König Georg III. verabschiedete 1795 die vom Premierminister William Pitt dem Jüngeren vorbereiteten Two Acts (in den radikalen Kreise Gagging Acts, Knebelgesetze, benannt). Diese bestimmten, dass jede Anregung an Revolution als Verrat zu behandeln sei (Treason Act) und dass jede politische Versammlung eine richterliche Erlaubnis braucht (Seditious Meetings Act). Dies zwang Thelwall, die Themen seiner Reden zu ändern. Er besprach fortan Römische Geschichte, was ihm erlaubte, die Zensur zu umgehen und über Geschichte an sich nachzudenken. Dennoch war der Druck von Seiten der Regierung so groß, dass Thelwall 1798 London verlassen musste. Thelwall hielt seine politische Reden in ganz England und hatte stets mit Widerstand zu kämpfen. Nachdem er sein Leben mehrmals riskiert hatte, entschied er sich, von der Politik zurückzutreten.
1800 kehrte John Thelwall in die Szene zurück als elocution teacher, eine Zusammenfügung der Rollen des Logopäden und des Rhetoriklehrer. 1816 starb Thelwalls erste Ehefrau und drei Jahre später heiratete er in zweiter Ehe Cecile Boyle. Diese verfasste später dessen Biographie „The life of John Thelwall“. Mit den Mitteln aus seiner erfolgreichen Lehrtätigkeit kaufte Thelwall 1818 die Zeitschrift „The Champion“, um seine Reformtheorien zu verbreiten. Dieses Unternehmen war nicht erfolgreich und endete in erheblichen Verlusten, weil Thelwalls Themen und Stil nicht zur bürgerlichen Lesergesellschaft der Zeitschrift passten. Thelwall ließ sich nicht entmutigen und begann wieder seine Rednertätigkeit und Unterricht in Sprechwissenschaft und -erziehung zu geben. Er starb während einer seiner Reisen in Bath, im Westen Englands.

## Rezeption
Eine seiner bekanntesten Thesen beinhaltet seine Kampfansage an alle Kriege, ausgenommen der Verteidigungskriege.

## Werke (Auswahl)
- Poems on Various Subjects. 1787.
- Incle and Yarico. 1787.
- The Incas. 1792.
- An essay towards a definition of animal vitality. 1793.
- The Peripatetic; or, Sketches of the Heart, of Nature and Society; in a Series of Politico-Sentimental Journals. 1793.
- Poems written in close confinement in the Tower and Newgate. 1795.
- The Natural and Constitutional Right of Britons to Annual Parliaments, Universal Suffrage, and the Freedom of Popular Association. 1795.
- The Tribune. 1795–96.
- The Rights of Nature Against the Usurpations of Establishments. 1796.
- Sober Reflections on the Seditious and Inflammatory Letter of the Rt. Hon. Edmund Burke to a Noble Lord. 1796.
- Poems chiefly written in retirement … with a prefatory memoir of the life of the author. 1801.
- The Fairy of the Lake. 1801.
- The Daughter of Adoption. 1801.
- Poem and Oration on the Death of Lord Nelson. 1805.
- Treatment of Cases of Defective Utterance. 1814.

- Judith Thompson (Hrsg.): John Thelwall : selected poetry and poetics. Palgrave Macmillan, New York City 2015, ISBN 978-1-137-34482-3.